# クマツヅラ

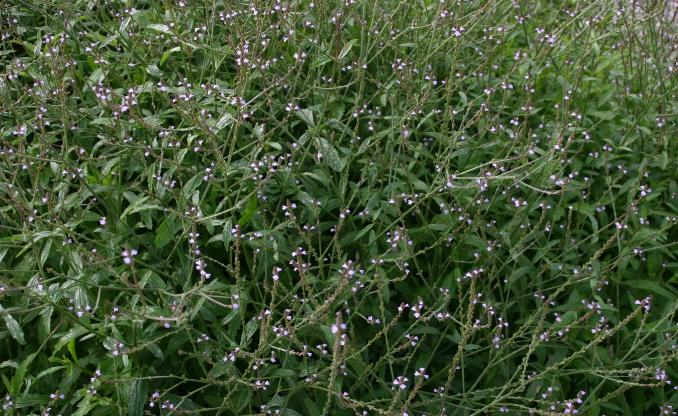
クマツヅラ

クマツヅラ（熊葛、学名: Verbena officinalis）はクマツヅラ科クマツヅラ属の多年草。鳩がこの草を好むことから「pigeon grass」(鳩の草)、「pigeon meat」(鳩の餌) と言う呼び名も持つ。

## 形態・生態
高さは50-80cm。茎の断面は四角く、上部で枝分かれする。
葉は羽状に3〜5裂する。
花期は6〜9月で、淡紅紫色の花を咲かせる。
種子及び横に伸びる地下茎で繁殖する。

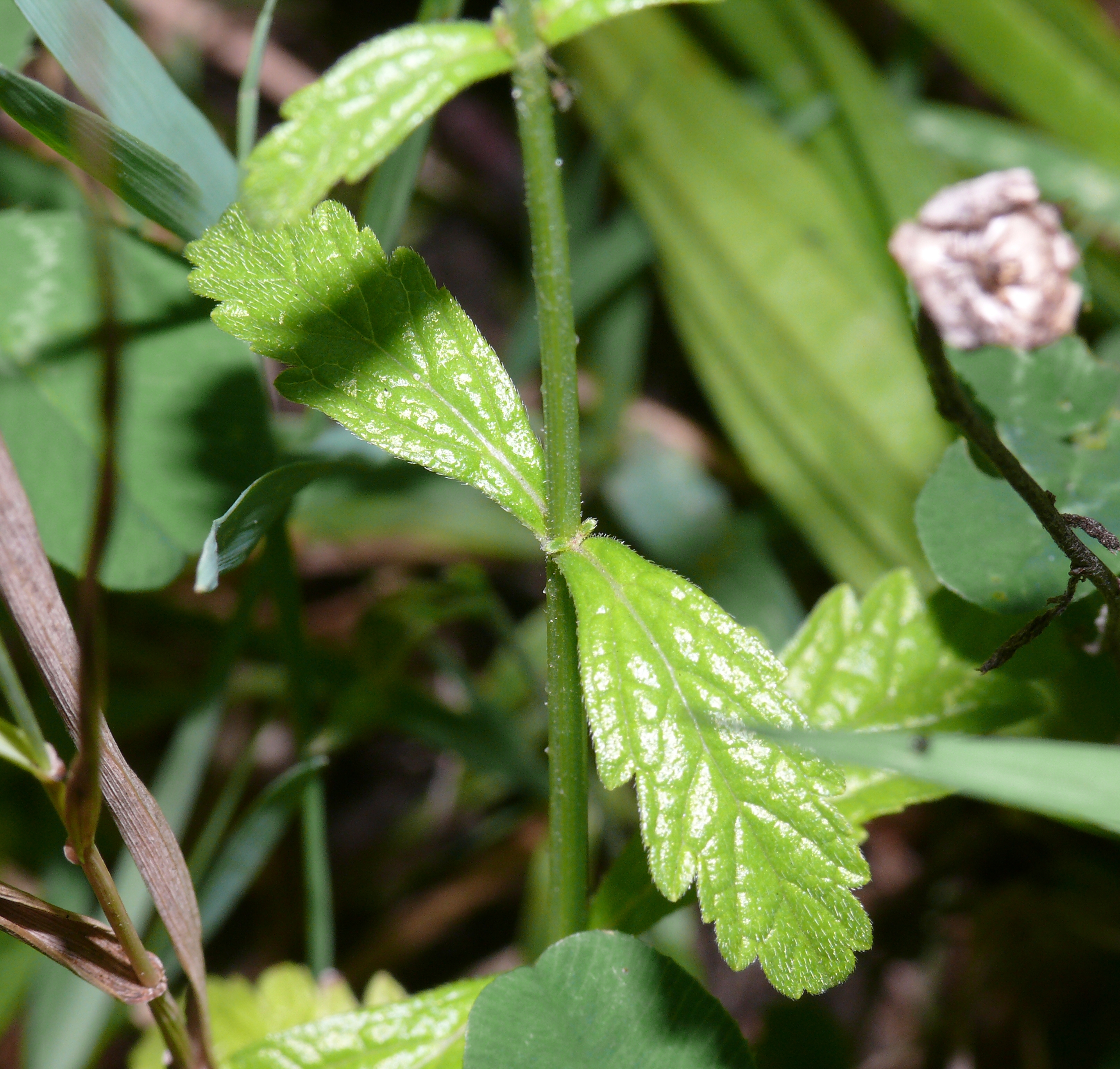
葉
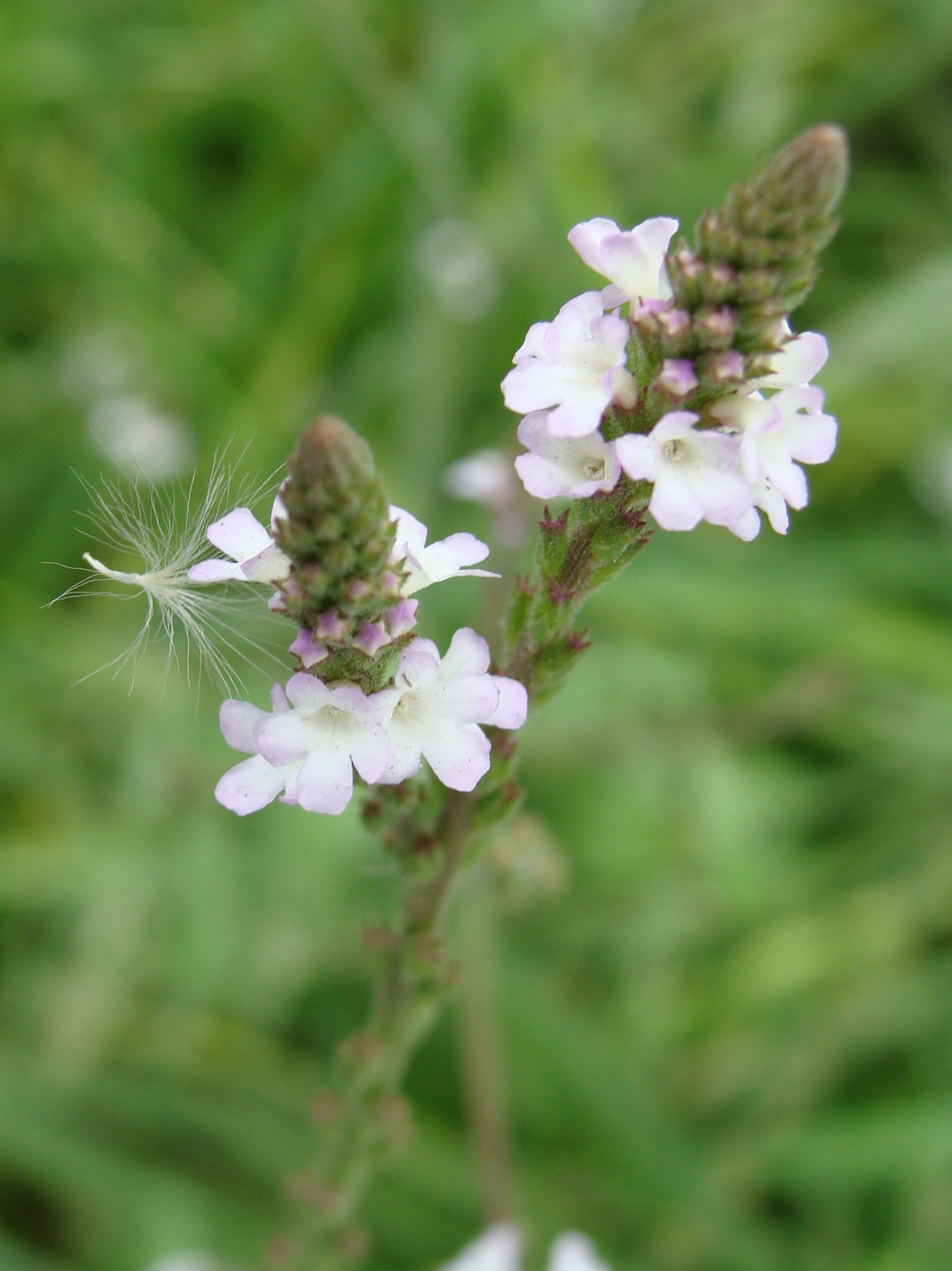
花

## 分布
ヨーロッパ、中国、日本全土に分布し、荒れ地や道端に生える。北米に帰化している。

## 人間との関わり
葉はバベンソウ（馬鞭草）という生薬として、通経・黄疸や下痢の薬として利用され、ヨーロッパでもハーブとして用いられる。日本でも古くから用いられており、『和名抄』に「久末都々良」として登場する。
古代ローマでは祭礼に持ちいるなど、聖なる草とされた。Verbena には「祭壇を飾る草」という意味もある.。また、古代ドルイド僧は、清めの水、占い、予言などに用いたという。他にも魔力があり、魔除けの草として、ヨーロッパの古い文献などにその名が出てくるなど、宗教、呪術に結びつく内容が多く存在する。